# Tubas
Tubas (arabisch طوباس Ṭūbās, hebräisch טובאס Tūbās) ist eine palästinensische Stadt im nordöstlichen Westjordanland. Sie liegt ungefähr 21 Kilometer nördlich von Nablus und einige Kilometer westlich des Jordans. Die Stadt ist Verwaltungssitz des Gouvernements Tubas.

## Geschichte

### Tubas in der Antike
Der Name Tubas kommt vermutlich aus dem Kanaanäischen Tuba Syoys, was so viel bedeutet wie „Leuchtender Stern“. Der amerikanische Theologe Edward Robinson identifizierte die Stadt während seiner Forschungsreisen durch Palästina im 19. Jahrhundert als die Stadt Thebez (hebr. תבץ), die in der Bibel erwähnt wird. Die Stadt spielte eine wichtige Rolle beim Aufstand gegen den israelitischen König Abimelech. Allerdings sind keine Quellen über die Stadt vor oder nach dem Aufstand überliefert.
Aufgrund von archäologischen Funden einiger Olivenpressen wird angenommen, dass Tubas zur Zeit der römischen Herrschaft in Palästina besiedelt gewesen sein muss. Hieronymus bezeichnete Thebez als eine Stadt, die 13 römische Meilen östlich von Nablus entfernt liegt.

### Osmanische Herrschaft
Im Jahre 1596 taucht der Name „Tubas“ erstmals in osmanischen Verzeichnissen auf. Die Einwohnerzahl wurde zu dieser Zeit mit 41 Haushalte und 16 Junggesellen, alle Muslime, angegeben.
Das heutige Tubas wurde erst im späten 19. Jahrhundert von Mitgliedern des Daraghmeh-Clans, die zuvor wegen der fruchtbaren Böden um Tubas aus dem Jordantal eingewandert waren, gegründet. Tubas war während der osmanischen Herrschaft in Palästina nach Nablus eine der größten Städte im  Sandschak Nablus. 1882 wurde eine Jungenschule errichtet.

### Modernes Tubas
Während des Ersten Weltkriegs ändern sich die Machtverhältnisse in Palästina: Die Region fällt 1917 an die Briten, somit wurde auch Tubas Teil des Britisch-Palästinensischen Mandatsgebiets. Durch die Ausarbeitung des UN-Teilungsplans 1947, durch den ein arabischer und ein jüdischer Staat entstehen sollte, wurde Tubas den Arabern zugeschrieben. Im Ersten Arabisch-Israelischen Krieg diente Tubas als Militärbase für die Arabische Befreiungsarmee. Nach dem Krieg annektierte Jordanien das gesamte Westjordanland, so auch Tubas. 1955 wurde die erste Mädchenschule eröffnet. Die Stadt sollte bis zum Sechstagekrieg, in dem Israel das Westjordanland und den Gazastreifen besetzt, unter jordanischer Kontrolle bleiben.
1995 wurde Tubas infolge des Interimsabkommens über das Westjordanland und den Gazastreifen den Palästinensern übergeben. 1996 wurde ein eigenständiges Gouvernement für Tubas, das zuvor, sowohl unter jordanischer als auch israelischer Kontrolle, über das Gouvernement Nablus verwaltet worden war, gegründet.

#### Tubas während der Zweiten Intifada
Zur Zeit der Zweiten Intifada blieb es in Tubas, im Vergleich zu den nahegelegenen Städten Dschenin oder Nablus, verhältnismäßig ruhig. Jedoch kam es zu mehreren Vorfällen, bei denen Hamas-, Fatahmitglieder oder Zivilisten getötet wurden. Am 31. August 2002 wurden bei einem Luftangriff durch die IDF auf ein Auto, in dem Mitglieder der Al-Aqsa Märtyrer Brigaden vermutet wurden, fünf Zivilisten, unter ihnen zwei Kinder, getötet.

## Geographie
Tubas liegt 21 Kilometer nordöstlich von Nablus, 4 Kilometer westlich des Jordans und 63 Kilometer östlich des Mittelmeers. In der Nähe liegende Dörfer sind Aqqaba, Tayasir und Ras al-Far'a. Außerdem liegt das Flüchtlingslager Fara'a auf dem Gebiet des Gouvernements.
Die Stadt weist ein für Samarien typisches Klima auf: Heiße und trockene Sommer, kalte und nasse Winter. Die jährliche Durchschnittstemperatur liegt bei 21 °C.

## Bevölkerung
In der ersten offiziellen Bevölkerungszählungen durch das Palästinensische Statistikzentralamt (PCBS) 1997 hatte Tubas eine Einwohnerzahl von 11.760. 52,7 % der Einwohner waren unter 20 Jahre alt. 6,1 % der Einwohner waren Flüchtlinge.
Im PCBS-Zensus von 2007 zählte Tubas 16.154 Einwohner, ein Anstieg von 33 % innerhalb von zehn Jahren. Die Stadt macht etwa ein Drittel der Einwohner des Gouvernements Tubas aus. 70 % der Bewohner sind dem Daraghmeh-Clan zugehörig. Die meisten Einwohner sind Muslime. Es gibt eine kleine Griechisch-Orthodoxe Gemeinde, die etwa 60 Mitglieder zählt.
Das PCBS schätzt für 2016 in der Stadt Tubas 21.487 Einwohner.